# عاجيات نمرود
عاجيات نمرود هي مجموعة منحوتات عاجية، يعود تاريخها إلى ما بين القرن التاسع والقرن السابع قبل الميلاد. تمّ اكتشافها في مدينة نمرود الأثرية في شمال العراق (محافظة نينوى حالياً) في نهايات القرن التاسع عشر وبدايات القرن العشرين. بعض من هذه المنحوتات محفوظ حالياً في المتحف البريطاني، والبعض الآخر في المتحف العراقي.